# Bob de Ronde
Bob de Ronde (Hilversum, 14 april 1945 - Meppel, 7 augustus 2010) was een Nederlands journalist en mediatrainer.

## Journalist
In het midden van de jaren zeventig werkte De Ronde voor het NOS Journaal als verslaggever op de sociaal economische redactie. Voor het NOS Journaal maakte hij honderden reportages over CAO-conflicten, reorganisaties en stakingen. Later ging De Ronde werken voor Panoramiek, het toenmalige buitenlandse actualiteitenprogramma van de NOS. Daarna was hij docent aan de School voor Journalistiek in Utrecht.
Bob de Ronde stond bekend om zijn scherpe interviewstijl waarin hij plichtplegingen achterwege liet. "Hij was de eerste in Nederland die iemand niet liet uitpraten" aldus cameraman Paul Hartendorf die veel met hem samenwerkte.

## Mediatrainer
In 1985 richtte hij Bob de Ronde Partners op, waarmee hij een van de eerste Nederlandse journalisten werd die mediatrainingen gingen geven. Als locatie voor deze mediatrainingen werd onder andere het Utrechtse variétépodium Mirliton Theater gebruikt, het oorspronkelijke huistheater van de Utrechtse cabaretier Herman Berkien waarvoor Bob ooit diens allereerste recensie heeft geschreven. Hij verkocht zijn bedrijf (inclusief naam) in 2002 maar bleef onder onder de naam ‘The Media Chef’ mediatrainingen geven. Hij overleed op vijfenzestigjarige leeftijd op 7 augustus 2010 in Meppel ten gevolge van darmkanker.